# Alex Azar
Alex Michael (Alex) Azar II (uitspraak: /ˈeɪzər/ ; Johnstown 17 juni 1967) is een Amerikaans Republikeins politicus, advocaat en bestuurder. Hij is de huidige Minister van Volksgezondheid en Sociale Zaken.
Azar was assistent-minister voor hetzelfde ministerie onder President George W. Bush van 2005 tot 2007 en was van 2012 tot 2017 bestuursvoorzitter van de Amerikaanse afdeling van Eli Lilly and Company, een groot farmaceutisch bedrijf en was lid van het bestuur van de Biotechnology Innovation Organization, een farmaceutische lobby-organisatie.

## Jeugd en opleiding
Alex Azar was de zoon van de Libenese oogarts en universitair docent Alex Azar en Lynda Zarisky. Zijn grootvader was begin 20e eeuw vanuit Libanon naar de Verenigde Staten geëmigreerd. Hij rondde in 1985 zijn middelbare school af aan de Parkside High School in Salisbury (Maryland). In 1988 behaalde hij summa cum laude zijn Bachelor of Arts in overheid en economie aan Dartmouth College, waar hij lid was van de studentenvereniging Kappa Kappa Kappa. Daarna studeerde hij rechten aan de Yale Law School, waar hij lid was van het bestuur van het Yale Law Journal en in 1991 afstudeerde.

## Vroege carrière

### Jurist
Na het doorlopen van Law School werkte Azar een jaar als assistent voor rechter J. Michael Luttig bij het Hof van Beroep voor het 4e circuit en vervolgend was hij een jaar assistent voor rechter Antonin Scalia aan het Hooggerechtshof van de Verenigde Staten. Van 1994 tot 1996 was Azar Associate Independent Counsel bij Kenneth Starr die toen verantwoordelijk was voor het onderzoek naar de Whitewater-affaire (investeringen van toenmalig president Bill Clinton en zijn vrouw Hillary Clinton). Ten tijde van zijn benoeming werkte hij al voor de firma van Starr.
Tussen 1996 en 2001 werkte Azar bij Wiley Rein, een advocatenkantoor in Washington D.C., waar hij partner zou worden.

### Volksgezondheid en Sociale Zaken

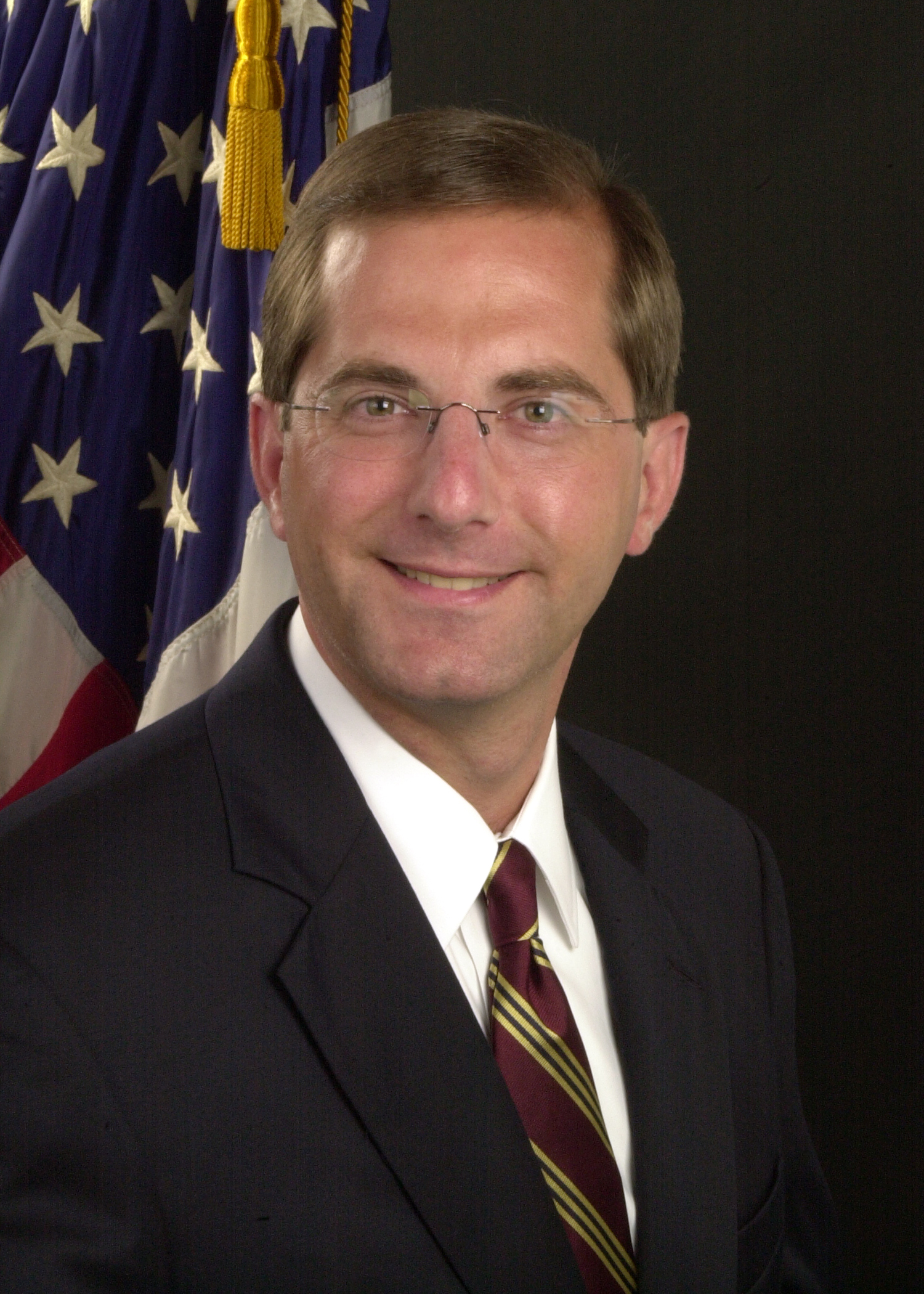
Azar als onderminister

Op 3 augustus 2001 werd Azar bevestigd als General Counsel (hoogste jurist) binnen het Ministerie van Volksgezondheid en Sociale Zaken. In zijn rol was hij verantwoordelijk voor de reactie op de aanvallen met miltvuur (antrax) in 2001, de beschikbaarheid van een pokkenvaccin en uitbraken van SARS en griep. Op 22 juli 2005 werd hij bevestigd als onderminister van Volksgezondheid en Sociale Zaken. Beide keren was zijn voordracht met unanieme stemmen door de senaat bevestigd.
Als onderminister onder Mike Leavitt was Azar verantwoordelijk voor alle activiteiten van het ministerie, de grootste overheidsorganisatie met een jaarlijkse begroting van meer dan 1 biljoen dollar. In januari 2007 nam Azar ontslag.

### Eli Lilly & Co.
In juni 2007 werd Azar aangenomen door het farmaceutisch bedrijf Eli Lilly and Company (onder meer bekend van Prozac, Cialis en Methadon) als Senior Vice President of Corporate Affairs and Communications, waarmee hij verantwoordelijk werd voor de woordvoering en lobby-activiteiten van het bedrijf. Na de verkiezing van Barack Obama was een lid van de Democratische Partij in die functie meer gewenst, en werd hij vervangen.
In april 2009 werd Azar Vicepresident van Lilly's Amerikaanse gezondheidszorg-organisatie en diens Puerto-Ricaanse afdeling. In 2009 keerde het bedrijf 1,415 miljard dollar uit rond een schikking van aanklachten rond de promotie van hun antipsychoticum Zyprexa (olanzapine) voor niet-geregistreerd gebruik tussen 1999 en 2005. Azar werd per 1 januari 2012 benoemd als president van Lilly USA, de grootste afdeling van het bedrijf, en werd hij verantwoordelijk voor de volledige portefeuille van activiteiten van het bedrijf in de Verenigde Staten. Onder zijn leiding stegen de prijzen van hun medicijnen aanzienlijk, waaronder die van insuline. Hij werd tevens bestuurslid van de Biotechnology Innovation Organization, een farmaceutische lobby-organisatie.
In januari 2017 nam Azar ontslag bij Eli Lilly en de Biotechnology Innovation Organization.

## Minister van Volksgezondheid en Sociale Zaken

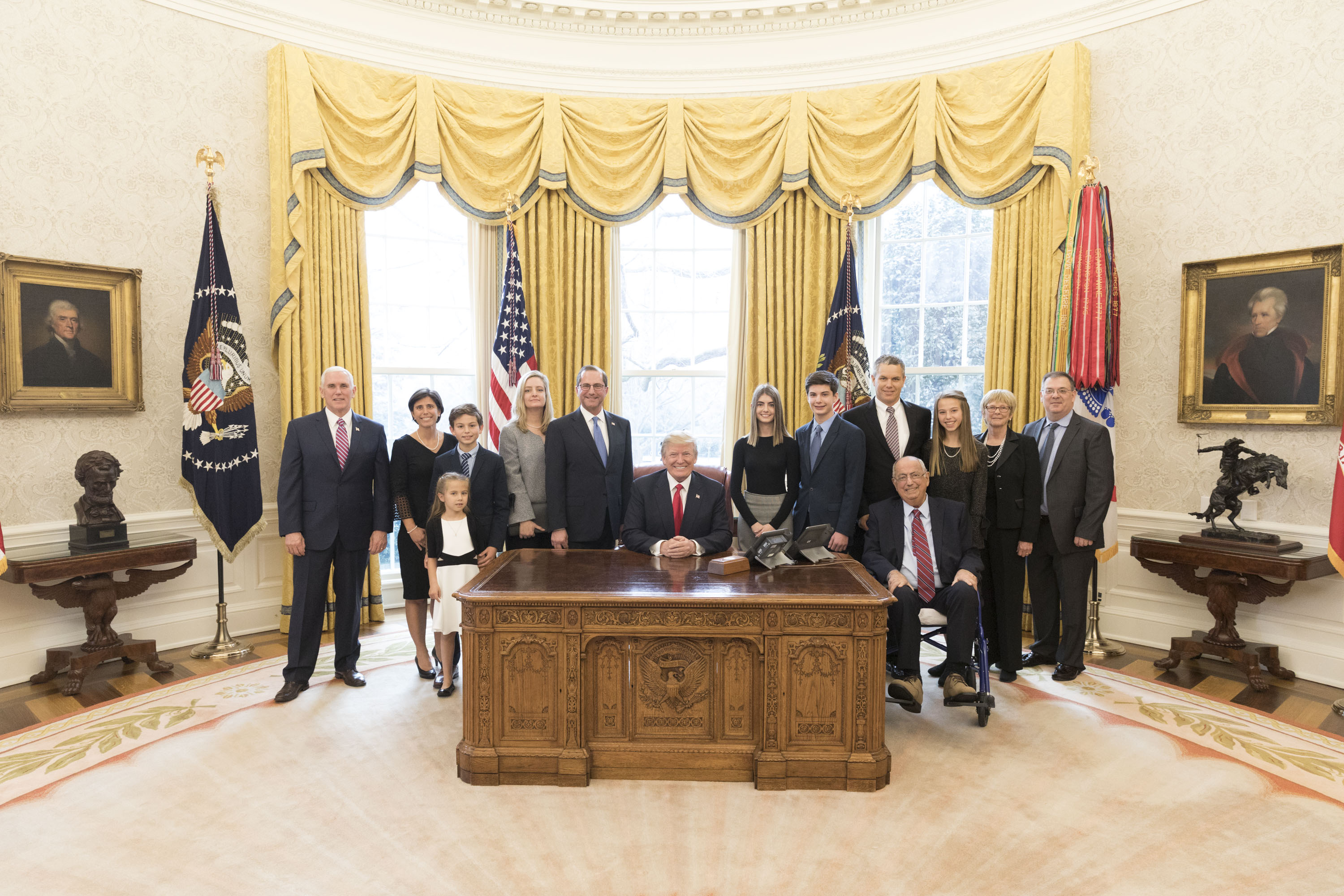
Azar and his family with President Donald Trump and Vice President Mike Pence shortly after being sworn in as Secretary of Health and Human Services

### Nominatie
Azar werd op 13 november 2017 aangekondigd als de nieuwe Minister van Volksgezondheid en Sociale Zaken, als opvolger van Tom Price, die op 29 september ontslag had moeten nemen vanwege een schandaal rond zijn vlieggedrag en de kosten die hiermee gepaard gingen. Zijn voordracht werd op 24 januari 2018 bevestigd met een meerderheid van 55 tegenover 43 in de senaat. Zijn kandidatuur was omstreden vanwege zijn visie op de Amerikaanse gezondheidszorg. Op 29 januari werd hij ingezworen door vicepresident Mike Pence.

### Beleid
Azar had kritiek op de door Obama ingevoerde Patient Protection and Affordable Care Act ("Obamacare") en voorspelde in 2017 dat er datzelfde jaar nog nieuwe wetgeving zou worden ingevoerd om de wetgeving van Obama terug te draaien. Daarnaast was hij van mening dat er binnen de bestaande wetgeving al ruimte was voor het ministerie om de wet beter te laten functioneren.
Azar sprak zich uit tegen het recht op een abortus. In een schriftelijke reactie naar senator Patty Murray schreef hij dat "de missie van het ministerie is om de gezondheid en het welzijn van alle Amerikanen te bevorderen, en dit omvat de ongeborenen".
Volgens The New York Times verschilde Azar met zijn voorganger Price van houding ten opzichte van regelgeving. In mei 2018 schreef The New York Times: "in scherp contrast met zijn voorganger — en met de meeste van zijn collega's in het Kabinet-Trump — schijnt hij de kans aan te grijpen om nieuwe regelgeving op te stellen, in plaats van regelgeving van Obama te schrappen."

## Persoonlijk leven
Azar woont in Indianapolis met zijn vrouw en twee kinderen. Hij is in die stad een actief lid van de Libanees-Amerikaanse gemeenschap.
Azar was twee jaar lang bestuurslid bij de verzekeraar HMS Holdings Corp. Hij is bestuurslid van de American Councill on Germany en van het Indianapolis Symphony Orchestra.
Hij was voorheen bestuurslid en penningmeester van de Healthcare Leadership Council; de National Association of Manufacturers; en de Indianapolis International Airport Authority.
Azar was lid van de Worldwide Speakers Group en gaf voordrachten op het gebied van gezondheidszorgbeleid en de interactie met innovatie. Hij gaf ook specifiek lezingen over de voorbereiding op een grieppandemie.

## Voetnoten
1. ↑  "The mission of HHS is to enhance the health and well-being of all Americans, and this includes the unborn.”
2. ↑  "in a sharp break from his predecessor — and from most Trump cabinet secretaries — he seems to be relishing the chance to write new regulations, rather than just crossing out Obama-era ones."